# Александар Протић
Александар Протић (Београд, 1978) српски је филмски, телевизијски и музички продуцент, дизајнер звука и политичар.

## Биографија
Студирао је на Факултету драмских уметности Универзитета у Београду, а после на Академији за безбедност и дипломатију.
До марта 2012. године био је члан и продуцент музичке групе Београдски синдикат, с обзиром да је његова одлука да се политички ангажује била неспојива са чланством у Београдском синдикату. Након тога је био председник странке Трећа Србија. На изборима 2014. био је кандидат за градоначелника Београда.